# Damalis poseidon
Damalis poseidon là một loài ruồi trong họ Asilidae. Damalis poseidon được Oldroyd miêu tả năm 1970.